# Beyond Love and Companionship
Beyond Love and Companionship (deutsch Liebe, Freundschaft und darüber hinaus) ist ein deutscher Kurzfilm von Lior Shamriz aus dem Jahr 2012. In Deutschland feierte der Film am 5. Mai 2013 bei den Internationalen Kurzfilmtagen in Oberhausen Premiere.

## Handlung
Was hat Eleanors Leben ruiniert? –  „Ich glaube, Deutschland ist für den 11. September verantwortlich.“ (Eleanor)

## Kritiken
„Die Aufgabe einer Jury ist immer das Suchen und beim Suchen sind wir auf einen Film gestoßen, der selbst das Suchen zum Thema hat. Identitätssuche ist ja ohnehin eines der großen Urthemen des Kinos und Schauplatz dieser Suche ist in diesem Fall Berlin, eine Stadt, die viele junge Sinnsuchende anzieht. Hier haben wir es mit einer jungen Frau zu tun, die von außen mit ihrem eigenen Ich konfrontiert wird. Außer ihr selbst scheint sie schon jeder durchschaut zu haben. Aber ist das wirklich sie? Was passiert, wenn man sich plötzlich neu entdeckt, das zeigt der Regisseur dieses Films mit dem Gespür des wahren Komikers, der stets am Abgrund balanciert.“

## Auszeichnungen
Internationale Kurzfilmtage Oberhausen 2013
- 3sat-Förderpreis